# Robert Schul
Pour les articles homonymes, voir Schul.
Robert Keyser Schul, dit Bob Schul, né le 28 septembre 1937 à West Milton (Ohio) et mort le 16 juin 2024 à Middletown (Ohio), est un athlète américain pratiquant la course de demi-fond.

## Biographie
Ancien étudiant de l'université de l'Ohio, Bob Schul rejoint l'US Air Force. Il pratique d'abord le 3 000 m steeple. L'année 1964 est son année faste : courant désormais principalement le 5 000 mètres, il établit tout d'abord un record des États-Unis du 5 000 mètres, battant le précédent de 21 secondes. Ce temps constitue d'ailleurs le meilleur temps sur la distance avant les Jeux olympiques de 1964 à Tokyo.
Il établit ensuite un record du monde du 2 miles, record appartenant alors au Français Michel Jazy. Cela le classe comme un outsider pour le 5 000 mètres des jeux, dont le favori semble être le Français Michel Jazy.
La finale des jeux se court sous une forte pluie. La course est menée par l'Australien Ron Clarke suivi par Michel Jazy. Celui-ci répond aux quelques accélérations de l'Australien, suivi comme son ombre par Bob Schul.
À l'entrée du dernier tour, Michel Jazy contre l'autre Américain Bill Dellinger et prend la tête. Puis il accélère de manière violente et s'échappe. La victoire semble lui être promise lorsque sa foulée s'alourdit. Dans le même temps, Bob Schul revient rapidement puis le dépasse dans les 50 derniers mètres, devenant ainsi le premier Américain à obtenir le titre olympique sur la distance.
L'année suivante, lors d'une course à Helsinki qui réunit tous les meilleurs spécialistes de la distance et qui est présentée comme la revanche des jeux, il est rapidement distancé, ne parvenant pas à suivre le rythme imprimé par Ron Clarke et Michel Jazy, celui-ci remportant finalement cette course.
Il ne parviendra jamais à retrouver son niveau de 1964.
Bob Schul meurt à Middletown en Ohio à l'âge de 86 ans.

## Palmarès

### Jeux olympiques d'été
- Jeux olympiques de 1964 à Tokyo,  Japon
  -  Médaille d'or du 5 000 mètres

### Jeux panaméricains
- Jeux panaméricains 1963
  -  Médaille de bronze du 5 000 mètres

### Record du monde
- Record du monde du 2 miles en 8 min 26 s 4 le 29 août 1964